# Amagne
Amagne é uma comuna francesa na região administrativa de Grande Leste, no departamento Ardenas. Estende-se por uma área de 9,27 km². Em 2010 a comuna tinha 730 habitantes (densidade: 78,7 hab./km²).